# Medaille für den Feldzug 1866 (Nassau)
Die Medaille für den Feldzug 1866 wurde am 20. August 1866 durch Herzog Adolph von Nassau als Erinnerungszeichen für alle Offiziere, Unteroffiziere und Mannschaften der nassauischen Truppen gestiftet, die auf der Seite des Deutschen Bundes an der Schlacht bei Königgrätz gegen Preußen teilgenommen hatten. Rund 6000 Exemplare wurden trotz der kurz darauf folgenden Annexion des Herzogtums und der Auflösung seiner Armee verliehen.
Die aus Bronze gefertigte runde Medaille zeigt die von einer Herzogkrone überragte Initiale A (Adolph). Darunter ist die zweizeilige Inschrift JULI U: AUGUST 1866. zu sehen. Rückseitig die zweizeilige Inschrift NASSAU’S KRIEGERN und darunter ein verzierter waagrechter Stab.

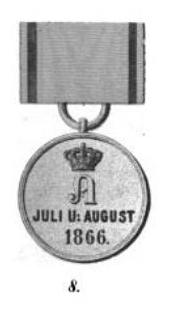
Avers
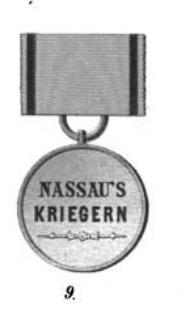
Revers

Getragen wurde die Auszeichnung an einem orangegelben Band mit dunkelblauen Randstreifen auf der linken Brustseite.